# Fremantle Doctor
Fremantle Doctor (Freo Doctor lub po prostu Doctor) – wiatr lokalny, forma bryzy morskiej, występująca w Australii Zachodniej w miesiącach letnich w godzinach popołudniowych. Powstający w wyniku różnic temperatur pomiędzy morzem a lądem, wiejący od morza wiatr przynosi ze sobą obniżenie temperatury. Nazwany od dzielnicy Perth – Fremantle.
Niewyjaśniona jest historia powstania nazwy tego wiatru, wiązana jest albo z jego rzekomymi "leczniczymi" właściwościami, znany jest także jako "Fremantle Docker", jako że w czasie gdy wiał do lądu ułatwiał przybijanie do nadbrzeża statkom żagłowym. Fremantle Doctor odgrywa zazwyczaj ważną rolę w meczach krykietowych granych w Perth, wiejący ze znaczną siłą wiatr ma czasami wpływ na rzucane piłki.